# 財政預算案
財政預算案是一個組織財務管理的工具，也是一份財務管理文件，其內容預先列出該組織在指定期間活動的收入及支出預算。是一份用貨幣數字量化表達的文件。它相對於財務報表及財務分析文件，它們有先後之間的互聯關係。它的出現，可以加強該組織財務管理的監察能力，及提高透明度。

## 中华人民共和国
中华人民共和国预算法，1994年3月22日第八届全国人民代表大会第二次会议通过，1994年3月22日中华人民共和国主席令第二十一号公布，自1995年1月1日起施行。
中央财政分为中央一级、二级、三级预算单位，预决算由中华人民共和国财政部批准、中华人民共和国审计署审计监督。以下机构列入中央一级预算单位序列：
- 全国人民代表大会常务委员会机关
- 中国人民政治协商会议全国委员会机关
- 中华人民共和国中央军事委员会
- 中央纪律检查委员会国家监察委员会机关
- 中华人民共和国最高人民法院
- 中华人民共和国最高人民检察院
- 中华人民共和国国务院办公厅
- 中华人民共和国外交部
- 中华人民共和国国家发展和改革委员会
- 中华人民共和国教育部
- 中华人民共和国科学技术部
- 中华人民共和国工业和信息化部
- 中华人民共和国国家民族事务委员会
- 中华人民共和国公安部
- 中华人民共和国国家安全部
- 中华人民共和国民政部
- 中华人民共和国司法部
- 中华人民共和国财政部
- 中华人民共和国人力资源和社会保障部
- 中华人民共和国自然资源部
- 中华人民共和国生态环境部
- 中华人民共和国住房和城乡建设部
- 中华人民共和国交通运输部
- 中华人民共和国水利部
- 中华人民共和国农业农村部
- 中华人民共和国商务部
- 中华人民共和国文化和旅游部
- 中华人民共和国国家卫生健康委员会
- 中华人民共和国退役军人事务部
- 中华人民共和国应急管理部
- 中国人民银行
- 中华人民共和国审计署
- 国务院国有资产监督管理委员会
- 中华人民共和国海关总署
- 国家税务总局
- 国家市场监督管理总局
- 国家广播电视总局
- 国家体育总局
- 国家统计局
- 国家国际发展合作署
- 国家医疗保障局
- 国务院参事室
- 国家机关事务管理局
- 国务院港澳事务办公室
- 国务院研究室
- 新华通讯社
- 中国科学院
- 中国社会科学院
- 中国工程院
- 国务院发展研究中心
- 中央广播电视总台
- 中国气象局
- 中国银行保险监督管理委员会
- 中国证券监督管理委员会
- 国家信访局
- 国家粮食和物资储备局
- 国家能源局
- 国家国防科技工业局
- 国家烟草专卖局
- 国家移民管理局
- 国家林业和草原局
- 国家铁路局
- 中国民用航空局
- 国家邮政局
- 国家文物局
- 国家中医药管理局
- 国家煤矿安全监察局
- 国家外汇管理局
- 国家药品监督管理局
- 国家知识产权局
- 中国地震局
- 中国地质调查局
- 国家自然科学基金委员会
- 中国老龄协会
- 国务院扶贫开发领导小组办公室
- 应急管理部消防救援局
- 应急管理部森林消防局
- 中国地质调查局自然资源综合调查指挥中心
- 国家信息中心
- 中共中央党校（国家行政学院）
- 中央机构编制委员会办公室
- 《求是》杂志社
- 《中国日报》社
- 《经济日报》社
- 中共中央和国家机关工作委员会
- 中共中央台湾工作办公室（国务院台湾事务办公室）
- 国家互联网信息办公室
- 国家档案局
- 国家保密局
- 全国哲学社会科学工作办公室
- 中国外文出版发行事业局
- 中央社会主义学院
- 中华全国总工会委员会机关
- 中国共产主义青年团中央委员会机关
- 中华全国妇女联合会机关
- 中国科学技术协会
- 中华全国归国华侨联合会
- 中华全国台湾同胞联谊会
- 中华全国青年联合会
- 中华全国工商业联合会
- 中国文学艺术界联合会
- 中国作家协会
- 中华全国新闻工作者协会
- 中华全国供销合作总社
- 中国人民对外友好协会
- 中国红十字会
- 中国国际贸易促进委员会
- 中国宋庆龄基金会
- 中国残疾人联合会
- 中国法学会
- 中国人民外交学会
- 中国计划生育协会
- 中国铁路总公司
- 中国邮政集团公司
- 中国对外文化集团公司
- 中国福利彩票发行管理中心
- 中国体育彩票发行管理中心

## 香港
在香港特别行政區，財政年度是由4月1日至第二年的3月31日，而財政預算案的主要內容包括剛過去的一年的財政報告與來年的各種計劃（例：撥款作基建、創造臨時職位或提高福利等）。
財政預算案由當任財政司司長（香港回歸前為財政司）制訂及發表。

## 澳門
在澳門特別行政區，財政年度是由1月1日至同年的12月31日，而財政預算案的主要內容包括剛過去的一年的財政報告與來年的各種計劃（例：撥款作基建、創造臨時職位或提高福利等）。
財政預算案由當任經濟財政司司長（澳門回歸前為經濟協調政務司及社會事務暨預算政務司）制訂及發表。

## 馬來西亞
在馬來西亞，財政年度是由1月1日至同年的12月31日。財政預算案由當任財政部長制訂及發表，並需獲得國會上議院和下議院過半議員投票支持方可通過。

## 英國
英國的財政年度是由4月1日至隔年的3月31日。每年的財政預算案由財政大臣制定、並向英国下议院發表。2017年起，財政大臣會選擇在秋季發表︁財政預算案。

## 外部連結
- 香港財政預算案網頁 （页面存档备份，存于）
- 香港財政預算案摘要及評論 - 畢馬威中國[永久]
- 财政部：加快公共财政预算执行进度 激活存量资金 中国经济网 2014-05-28

1. ↑  . Section 1.4. November 2016.